# 오클랜드 오크스 (야구)
오클랜드 오크스(Oakland Oaks)는 미국 캘리포니아주 오클랜드를 연고지로 했던 마이너 리그 베이스볼 팀이다. 1903년부터 1955년까지 퍼시픽 코스트 리그에 속해 있었다. 연고지 이름에서 팀 명칭을 땄고, 오크나무와 도토리를 팀의 상징으로 삼았다.

## 역대 주요 선수
- 진 비어든
- 샘 채프먼
- 빈스 디마지오
- 해리 크라우스
- 빌리 허먼
- 쿠키 라바게토
- 어니 롬바디
- 빌리 마틴
- 조 고든
- 멜 오트
- 재키 프라이스
- 케이시 스텡걸
- 짐 토빈
- 레이 크레머
- 얼 랩
- 로이 짐머맨